# Wehrmacht
Wehrmacht (tudi vêrmaht) (nemško »Obrambne sile«) je bil naziv za nemške oborožene sile od 1935 do 1945. Ustanovljene so bile 16. marca 1935 z reorganizacijo in razpustitvijo Reichswehra.
Wehrmacht je bil sestavljen iz:
- kopenske vojske (Heer),
- vojnega letalstva (Luftwaffe) in
- vojne mornarice (Kriegsmarine).

## Zgodovina Wehrmachta
Ko se je prva svetovna vojna končala s premirjem 11. novembra 1918 so bile oborožene sile Nemčije imenovane Friedensheer (mirna vojska), januarja 1919. Marca 1919 je Državni zbor sprejel zakon o ustanovitvi 420,000 mož močne vojske znane kot Vorläufige Reichswehr. Pogoji premirja v Versaillesu so bili objavljeni maja, junija pa je bila Nemčija prisiljena podpisati pogodbo, naloženo zaradi prehude omejitve glede velikosti nemških oboroženih sil. Vojska je bila omejena na 100.000 mož v vojski in 15.000 dodatnih mož v mornarici. Mornarica je obsegala največ 6 bojnih ladij, 6 križark in 12 rušilcev. Podmornice, tanki in težko topništvo je bilo prepovedano, letalstvo pa razpuščeno. Nova povojna vojska (Reichswehr) pa je bila ustanovljena 23. marca 1921. Splošni vpoklic je bil ukinjen v drugem mandatu Versajske mirovne pogodbe.
Do 1922 se je Nemčija začela tajno izogibati teh pogojev. Skrivno sodelovanje z Sovjetsko zvezo se je začelo po Rapalski pogodbi. Generalmajor Otto Hasse je l.  1923 odpotoval v Moskvo, da bi se še naprej pogajali o  pogojih. Nemčija je Sovjetski zvezi pomagala z industrializacijo in s tem, da so se sovjetski častniki urili v Nemčiji. Nemški tankovski in letalski specialisti so lahko vadili v Sovjetski zvezi in raziskave nemškega kemičnega orožja ter manufaktura je bila lahko izvedena tam skupaj z ostalimi projekti. Okoli 300 nemških pilotov se je usposabljalo v Lipecku, nekatera tankovska urjenja so bila blizu Kazana, strupen plin za nemško vojsko pa je bil razvit v Saratovu.
Po smrti predsednika Paula von Hindenburga 2. avgusta 1934 je Hitler prevzel predsedniški urad in tako postal vrhovni poveljnik. Vsi častniki in vojaki nemških oboroženih sil so morali dati osebno prisego firerju (tako kot so klicali Hitlerja). Do 1935 je Nemčija odkrito in neupoštevano kršila vojaške omejitve, ki so bile določene na Versajski mirovni pogodbi, nova vojska pa je bila predstavljena 16. marca 1935. Medtem, ko je velikost stalne vojske ostala na približno 100.000 mož, ki jih je odredila pogodba, je nova skupina s približno istim številom vsako leto prejela usposabljanje. Ta skupina se je po zakonu imenovala Wehrmacht. To organizacijo so videli kot nacistično stvaritev, ne glede na politično pripadnost njenih visokih častnikov (ki so kljub temu vsi zaprisegli osebno zvestobo Hitlerju. Emblem je bila preprosta verzija železnega križca (imenovanega Balkenkreuz), ki je bil uporabljen na letalih in tankih, pozno v prvi svetovni vojni. Obstoj Wehrmachta je bil uradno najavljen 15. oktobra 1935.

## Struktura
Pravno je bil vrhovni poveljnik Wehrmachta Adolf Hitler v svoji zmogljivosti kot vodja države, položaj, ki ga je prejel po smrti prejšnjega predsednika Paula von Hindenburga, avgusta 1934. V preobratu leta 1938 je Hitler postal vrhovni poveljnik oboroženih sil in ta položaj obdržal do svojega samomora 30. aprila 1945. Uprava in vojaška oblast sta najprej sodelovali z vojnim ministrstvom pod generalfeldmaršalom Wernerjem von Blombergom. Po Blombergovi odstopitvi (zaradi Blomberg-Fritsch afere leta 1938) je bilo ministrstvo razpuščeno, ustanovljeno pa je bilo Vrhovno poveljstvo oboroženih sil (Oberkommando der Wehrmacht ali OKW) pod generalfeldmaršalom Wilhelmom Keitelom. Sedež je imel v Wünsdorfu blizu Zossna in poljski sedež (Feldstaffel) je bil postavljen tam, kjer je bil firer ob danem času. Vojaško delo je bilo koordinirano s strani nemškega generalštaba, institucija, ki je bila v razvoju za skoraj celo stoletje in je poskušala institucionalizirati vojaško popolnost.
OKW je koordinirala vse vojaške aktivnosti, ampak pregnani Keitel je ustvaril tri vrste služenja (vojska, letalstvo in mornarica), ki so bile precej omejene. Vsaka je imela svoje vrhovno poveljstvo, znano kot OKH (Oberkommando des Heeres (vojska)), OKM (Oberkommando der Marine (mornarica)) in OKL (Oberkommando der Lufwaffe (letalstvo)). Vsako od teh poveljstev je imelo svoj generalštab. V praksi je OKW imela operativni nadzor nad Zahodno fronto, medtem ko je bila Vzhodna fronta pod operativnim nadzorom OKH-ja.

### OKW (Oberkommando der Wehrmacht) - Vrhovno poveljstvo oboroženih sil Wehrmachta
- Načelnik Vrhovnega poveljstva oboroženih sil: generalfeldmaršal Wilhelm Keitel (1938 do 1945)
- Načelnik Operativnega štaba (Wehrmachtführungsstab): generalpolkovnik Alfred Jodl

### OKH (Oberkommando des Heeres) - Vrhovno vojaško poveljstvo
Vrhovni poveljniki:
- generalpolkovnik Werner von Fritsch (1935-1938)
- generalfeldmaršal Walther von Brauchitsch (1938-1941)
- firer in kancler Adolf Hitler (1941-1945)
- generalfeldmaršal Ferdinand Schörner (1945)

Načelniki generalštaba nemške vojske:
- general Ludwig Beck (1935-1938)
- general Franz Halder (1938-1942)
- general Kurt Zeitzler (1942-1944)
- generalpolkovnik Heinz Guderian (1944-1945)
- general Hans Krebs (1945, napravil samomor v firerjevem bunkerju)

### OKM (Oberkommando der Marine) - Vrhovno poveljstvo mornarice
Vrhovni poveljniki:
- veliki admiral Erich Raeder (1928-1943)
- veliki admiral Karl Dönitz (1943-1945)
- generaladmiral Hans-Georg von Friedeburg (1945)

### OKL (Oberkommando der Luftwaffe) - Vrhovno poveljstvo letalstva
Vrhovni poveljniki:
- rajhmaršal Hermann Göring (do 1945)
- generalfeldmaršal Robert Ritter von Greim (1945)